# Taylorsville (Carolina del Nord)
Taylorsville és una població dels Estats Units i seu del comtat d'Alexander a l'estat de Carolina del Nord. Segons el cens del 2000 census tenia 1.799 habitants.

## Demografia
Segons el cens del 2000, Taylorsville tenia 1.799 habitants, 746 habitatges i 446 famílies. La densitat de població era de 347,3 habitants per km².
Dels 746 habitatges en un 25,1% hi vivien nens de menys de 18 anys, en un 39,9% hi vivien parelles casades, en un 14,9% dones solteres, i en un 40,1% no eren unitats familiars. En el 35,8% dels habitatges hi vivien persones soles el 17,7% de les quals corresponia a persones de 65 anys o més que vivien soles. El nombre mitjà de persones vivint en cada habitatge era de 2,2 i el nombre mitjà de persones que vivien en cada família era de 2,83.
Per edats la població es repartia de la següent manera: un 20,6% tenia menys de 18 anys, un 7,9% entre 18 i 24, un 25,8% entre 25 i 44, un 20,3% de 45 a 60 i un 25,3% 65 anys o més.
L'edat mediana era de 41 anys. Per cada 100 dones de 18 o més anys hi havia 77,5 homes.
La renda mediana per habitatge era de 24.875 $ i la renda mediana per família de 34.063 $. Els homes tenien una renda mediana de 29.737 $ mentre que les dones 20.135 $. La renda per capita de la població era de 14.876 $. Entorn del 12,7% de les famílies i el 21,3% de la població estaven per davall del llindar de pobresa.

## Poblacions més properes
El següent diagrama mostra les poblacions més properes.